# 門前清自摸和
門前清自摸和（メンゼンチンツモホー、略称ツモ）とは、麻雀における役のひとつ。1翻。門前かつツモ和了の場合に成立する。
門前で（副露をせずに）ツモ和了するということは、自らの自摸だけで聴牌し、そして和了することを意味する。
ロンでしか和了れない搶槓、河底撈魚を除く全ての非役満役と複合する。そのため立直や役牌と並んで、最も基本的な役と見なされる。
なお、本来は平和とは複合しないはずであるが、複合を認めるルールが普及している。詳細は平和の当該節を参照。また、対々和と複合した場合は四暗刻（役満）という飛躍的概念になる。
門前であっても、ロン和了の場合、門前清自摸和は成立しない。そのかわり、ロン和了の場合は符計算において門前加符10符が与えられる。詳細は麻雀の得点計算#符の計算を参照。

## 牌姿の例
（例）ツモのみのケース
  ツモ
和了役はツモのみ。一筒の暗刻8符+嵌張待ち2符+ツモ符2符で40符1翻、子400-700、親700オール。
他に役がないため、ロン和了はできない牌姿である。
（例）他にも役があるケース
  ツモ
和了役はタンピン三色一盃口、これにツモの1飜が加わって計6飜。ツモ和了したことで満貫ではなく跳満になった牌姿。ただし、一部の地方ではツモと平和の複合を認めないルールになっていることがあり、その場合は平和が消滅して満貫どまりである。